# Paracallia bonaldoi
Paracallia bonaldoi är en skalbaggsart som beskrevs av Martins och Maria Helena M. Galileo 1998. Paracallia bonaldoi ingår i släktet Paracallia och familjen långhorningar. Inga underarter finns listade i Catalogue of Life.